# Comuna Krîvoșîiinți, Skvîra
Krîvoșîiinți (în ucraineană Кривошиїнці) este o comună în raionul Skvîra, regiunea Kiev, Ucraina, formată din satele Krîvoșîiinți (reședința) și Țapiivka.

## Demografie
Componența lingvistică a comunei Krîvoșîiinți
     Ucraineană (98,99%)
     Alte limbi (1,01%)
Conform recensământului din 2001, majoritatea populației comunei Krîvoșîiinți era vorbitoare de ucraineană (98,99%), existând în minoritate și vorbitori de alte limbi.